# Lluís Bertran
|  | Per a altres sants o persones venerades amb el nom de Lluís vegeu Sant Lluís (desambiguació). Per al beat dominic màrtir al Japó, nebot d'aquest sant i conegut com a Beat Lluís Bertran, vegeu Lluís Eixarc i Bertran. |

Lluís Bertran Eixarch (València, 1 de gener de 1526 - 9 d'octubre de 1581), més conegut com a sant Lluís Bertran, és un sant espanyol de l'orde dels dominics, canonitzat pel papa Climent X en 1691.

## Biografia
Lluís Bertran va nàixer a la Ciutat de València l'1 de gener de 1526, fill de Lluís Bertran i Àngela Eixarch. Va ingressar al convent dels dominics de València l'any 1544. Va anar, com molts altres dominics, com a missioner a Amèrica. Va desembarcar a Cartagena d'Índies i va exercitar la seua tasca missionera a la regió del Baix Magdalena. El 1568 va ser triat prior del convent de Sant Domènec, a Santa Fe de Bogotà. La crueltat, l'avarícia i els abusos dels encomenderos dels oficials reals ocupats en la conquesta d'eixes terres i l'opressió dels indígenes, van ser els principals obstacles que va caldre vèncer en el seu treball missioner i cansat de no poder remeiar eixos mals va sol·licitar el trasllat a Europa. Hi ha diverses llegendes i històries sobre els conflictes que este frare va tindre amb els conqueridors, que van intentar assassinar-lo moltes vegades.
Va tornar a València rebut per l'afecte dels valencians, on va ser encarregat, com en la seua joventut, de ser mestre de novicis. A la porta de la seua cel·la va posar el rètol següent: Si tractara d'agradar als hòmens no seria serf de Jesucrist. També va estar de titular al convent de Santa Anna d'Albaida, València.
Després de moltes malalties, repetint sempre les paraules d'Agustí d'Hipona: Abrasa, talla i castiga ací, Senyor perquè em perdones per sempre, va morir el 9 d'octubre de 1581, un any abans que Santa Teresa de Jesús, amb qui va mantindre correspondència. El Papa Pau V el va beatificar el 1608 i Alexandre VII el va declarar Patró del Nou Regne de Granada. Va ser canonitzat per Climent X l'any 1691. La seua festa se celebra el 9 d'octubre.

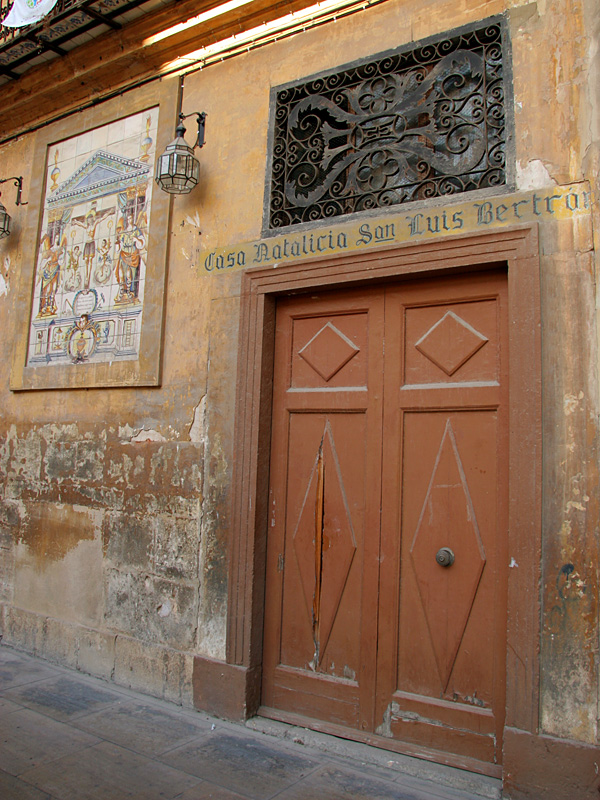
Casa natal del sant a València.
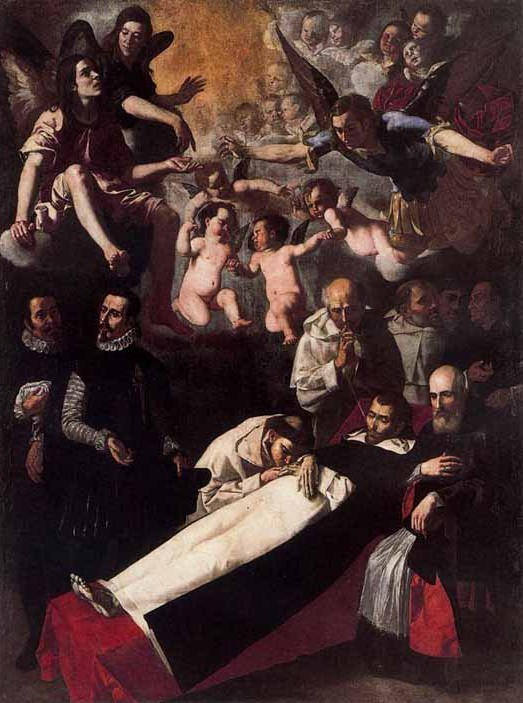
Mort de Sant Lluís Bertran, per Jeroni Jacint Espinosa, s. XVII (Museu de Belles Arts de València)
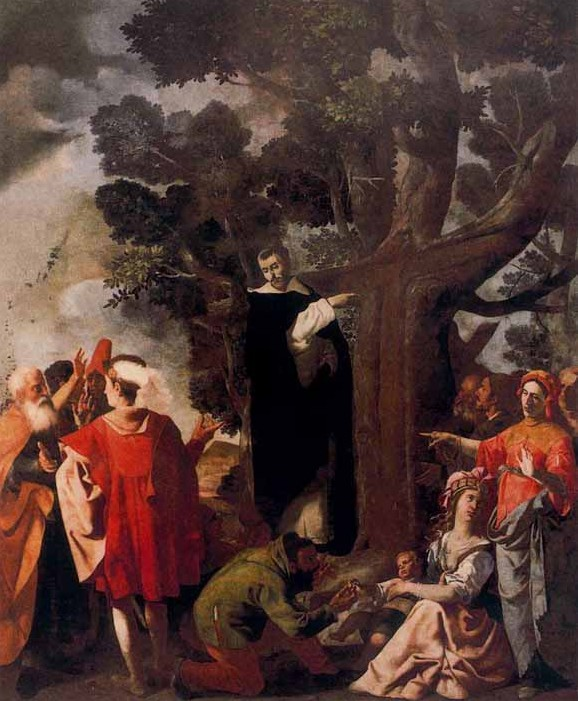
Miracle de l'arbre, per Espinosa (Madrid, Museu del Prado)

Un nebot seu, Lluís Eixarc i Bertran també va ingressar a l'orde dominic, va fer-se missioner i va morir màrtir al Japó, essent beatificat.